# Liste de poètes wallons

## En français
- Jean-Michel Aubevert
- Éric Brogniet
- Maurice Carême
- Achille Chavée
- Albert Inberechts dit William Cliff
- Pierre Coran`
- Gaston Compère
- Patryck Froissart
- Jacques Delmotte dit Jacques Izoard
- Frédéric Kiesel
- Philippe Leuckx
- Béatrice Libert
- Christophe Lombardi
- Auguste Marin
- Henri Michaux
- Dominique Massaut
- Michel Stavaux
- Colette Nys-Mazure
- Albert Mockel
- Carl Norac
- Georges Renard
- Gabriel Ringlet
- Louis Scutenaire (surréaliste)
- André Stas (pataphysique)
- Irène Stecyk
- Jean-Pierre Verheggen
- Arsène Soreil

Henri Falaise

## En allemand
- Robert Schaus

## En wallon:Powetes walons
Un lien majeur pour cette rubrique est l'ensemble des poètes wallons d'aujourd'hui repris dans l'Anthologie de Maurice Piron affichée dans le Wikipedia wallon (WPW).
- Gabrielle Bernard - WPW
- Guy Denis
- Jean-Luc Fauconnier
- Eugène Gillain
- Émile Gilliard - WPW
- Marcel Hicter
- Géo Libbrecht
- Nicolas Grosjean
- Léon Pirsoul